# August von Gödrich
August von Gödrich ou Anton Gödrich (Jerlochovice,Fulnek, 25 de Setembro de 1895 — Fulnek,16 de Março de 1942) foi um ciclista alemão, que participou nos Jogos Olímpicos de Atenas 1896.
Gödrich competiu na prova de corrida em estrada, na qual conquistou a medalha de prata, cobrindo os 87 quilômetros de ida e volta entre Atenas e Maratona, em um tempo de 3:42:18 horas, atrás apenas do grego Aristidis Konstantinidis.